# Championnat national de tennis des États-Unis 1946
Pour un article plus général, voir US Open de tennis.
Résultats détaillés de l’édition 1946 du championnat de tennis US National qui est disputée du 31 août au 9 septembre 1946.

## Palmarès
| Tableau          | Vainqueurs                           | Vainqueurs | Score                 | Finalistes                                 | Finalistes |
| ---------------- | ------------------------------------ | ---------- | --------------------- | ------------------------------------------ | ---------- |
| Simple dames     | Pauline Betz                         | États-Unis | 11-9, 6-3             | Doris Hart                                 | États-Unis |
| Simple messieurs | Jack Kramer                          | États-Unis | 9-7, 6-3, 6-0         | Tom Brown                                  | États-Unis |
| Double dames     | Louise Brough Clapp Margaret Osborne | États-Unis | 6-1, 6-3              | Patricia Canning Todd Mary Arnold Prentiss | États-Unis |
| Double messieurs | Gardnar Mulloy Bill Talbert          | États-Unis | 3-6 6-4 2-6 6-3 20-18 | Don McNeill Frank Guernsey                 | États-Unis |
| Double mixte     | Margaret Osborne Bill Talbert        | États-Unis | 6-3, 6-4              | Louise Brough Clapp Robert Kimbrell        | États-Unis |

## Simple dames
|  |              |  |    |   |  |
|  | Finale       |  |    |   |  |
|  |              |  |    |   |  |
|  |              |  |    |   |  |
|  | Pauline Betz |  | 11 | 6 |  |
|  | Pauline Betz |  | 11 | 6 |  |
|  | Doris Hart   |  | 9  | 3 |  |

## Double dames
|  |                                   |  |   |   |  |
|  | Finale                            |  |   |   |  |
|  |                                   |  |   |   |  |
|  |                                   |  |   |   |  |
|  | Louise Brough Margaret Osborne    |  | 6 | 6 |  |
|  | Louise Brough Margaret Osborne    |  | 6 | 6 |  |
|  | Patricia Canning Todd Mary Arnold |  | 1 | 3 |  |

## Double mixte
|  |                               |  |   |   |  |
|  | Finale                        |  |   |   |  |
|  |                               |  |   |   |  |
|  |                               |  |   |   |  |
|  | Margaret Osborne Bill Talbert |  | 6 | 6 |  |
|  | Margaret Osborne Bill Talbert |  | 6 | 6 |  |
|  | Louise Brough Robert Kimbrell |  | 3 | 4 |  |